# یک سایز به اندازه همه
«یک سایز به اندازه همه» (به انگلیسی: One Size Fits All) آلبومی از هنرمند اهل ایالات متحده آمریکا فرانک زاپا است که در سال ۱۹۷۵ میلادی منتشر شد.